# 퓨어스토리지
퓨어스토리지 (Pure Storage) 올플래시 데이터 스토리지를 위한 하드웨어, 소프트웨어 제품을 제공하는 회사이다. 본사는 미국 캘리포니아에 위치해 있다.

## 연혁
- 2009년: 퓨어스토리지 전신 Os76 설립
- 2011년: 회사명Pure Storage 사용
- 2013년: 미국 CIA, In-Q-Tel의 퓨어스토리지 벤처캐피탈 투자
- 2012 ~ 2014년: 매 분기별 50% 가까이 성장
- 2015년: 퓨어스토리지 미국 공기업 전환

## 제품
퓨어스토리지는 솔리드 스테이트 드라이브 (Solid state drives)를 이용하여 데이터 센터를 위해 플래시 기반 스토리지를 개발하는 회사이다. 플래시 스토리지는 기존 디스크 스토리지보다 비싸지만, 훨씬 빠르다는 장점을 갖추고 있다. 각 드라이브에 저장할 수 있는 용량을 확보 및 개선하기 위해 중복된 데이터를 제거하고 압축할 수 있는 소프트웨어를 개발한다. 자체적으로 플래시 스토리지를 위한 하드웨어까지 개발하고 있다.
퓨어스토리지는 비정형 데이터를 위한 제품으로 플래시블레이드, 플레시어레이 등을 출시했다.

## 주요 제품 및 서비스
플래시어레이 (FlashArray)
플래시블레이드 (FlashBlade)
클라우드 데이터 서비스 (Cloud Data Services)
오브젝트엔진 (ObjectEngine)
퓨어1 (Pure1)
퓨리티 (Purity)